# Bolton upon Dearne
Bolton upon Dearne – wieś w Anglii, w hrabstwie ceremonialnym South Yorkshire, w dystrykcie metropolitalnym Barnsley. Leży na północnym brzegu rzeki Dearne, 18 km na północny wschód od miasta Sheffield i 238 km na północ od Londynu. Bolton upon Dearne jest wspomniane w Domesday Book (1086) jako Bode(l)tone.